# 21.00: Eros Live World Tour 2009/2010
21.00: Eros Live World Tour 2009/2010 es un álbum en vivo del cantautor italiano Eros Ramazzotti, lanzado por la discográfica RCA Records el 30 de noviembre de 2010.
La edición principal está compuesta de dos discos compactos, con veintiséis canciones grabadas en directo durante la gira (2009-2010) para promocionar el disco Ali e radici. Incluye un DVD la Special Edition del álbum, con el documental Appunti e note di un viaggio, dirigido por Paolo Zambaldi. Se lo publicó en una edición de DVD y en una limitada versión 3-LP.

## Lista de canciones
| Disco 1 |                                                                  |          |  |
| N.º     | Título                                                           | Duración |  |
| 1.      | «Appunti e note (de Ali e radici)»                               | 4:29     |  |
| 2.      | «Dove c'è musica (de Dove c'è musica)»                           | 4:47     |  |
| 3.      | «Un attimo di pace (de 9)»                                       | 4:49     |  |
| 4.      | «Quanto amore sei (de Eros)»                                     | 4:05     |  |
| 5.      | «Stella gemella (de Dove c'è musica)»                            | 4:49     |  |
| 6.      | «Terra promessa (de Cuori agitati)»                              | 3:26     |  |
| 7.      | «Una storia importante (de Cuori agitati)»                       | 2:09     |  |
| 8.      | «Adesso tu (de Nuovi eroi)»                                      | 2:13     |  |
| 9.      | «Se bastasse una canzone (de In ogni senso)»                     | 5:54     |  |
| 10.     | «Bucaneve (de Ali e radici)»                                     | 4:18     |  |
| 11.     | «Favola (de Tutte storie)»                                       | 5:57     |  |
| 12.     | «Un'emozione per sempre (de 9)»                                  | 4:24     |  |
| 13.     | «I Belong to You (Il ritmo della passione) (de Calma apparente)» | 4:43     |  |

| Disco 2 |                                            |          |  |
| N.º     | Título                                     | Duración |  |
| 1.      | «Musica è (de Musica è)»                   | 7:06     |  |
| 2.      | «Amore contro (de In ogni senso)»          | 3:02     |  |
| 3.      | «Un'altra te (de Tutte storie)»            | 3:22     |  |
| 4.      | «L'aurora (de Dove c'è musica)»            | 4:02     |  |
| 5.      | «Per me per sempre (de Stilelibero)»       | 3:31     |  |
| 6.      | «L'orizzonte (de Ali e radici)»            | 3:42     |  |
| 7.      | «Controvento (de Ali e radici)»            | 4:23     |  |
| 8.      | «Il cammino (de Ali e radici)»             | 3:44     |  |
| 9.      | «L'ombra del gigante (de Stilelibero)»     | 4:59     |  |
| 10.     | «Cose della vita (de Tutte storie)»        | 4:48     |  |
| 11.     | «Questo immenso show (de Dove c'è musica)» | 5:02     |  |
| 12.     | «Parla con me (de Ali e radici)»           | 4:09     |  |
| 13.     | «Più bella cosa (de Dove c'è musica)»      | 5:05     |  |

| Disco 2 Bonus Track (iTunes) |                   |          |  |
| N.º                          | Título            | Duración |  |
| 14.                          | «Fuoco nel fuoco» | 4:08     |  |

## Posicionamientos y certificación

### Posición
| Lista (2010)                        | Posición |
| ----------------------------------- | -------- |
| Austrian Albums Chart               | 51       |
| Belgian Albums Chart (Wallonia)     | 81       |
| Belgian Music DVDs Chart (Wallonia) | 6        |
| Dutch Music DVDs Chart              | 10       |
| French Albums Chart                 | 181      |
| French Music DVDs Chart             | 25       |
| German Albums Chart                 | 100      |
| Greek Albums Chart                  | 27       |
| Italian Albums Chart                | 3        |
| Italian Music DVDs Chart            | 3        |
| Swiss Albums Chart                  | 50       |
| Swiss Music DVDs Chart              | 6        |

### Listas de fin de año
| Lista (2010)         | Posición |
| -------------------- | -------- |
| Italian Albums Chart | 36       |

### Certificación
| País   | Certificaciones |
| ------ | --------------- |
| Italia | Plantino        |

## Personal
Créditos musicales
- Sara Bellantoni – coro
- Luca Colombo – guitarra
- Diego Corradin – batería
- Romina Falconi – coro
- Claudio Guidetti – guitarra, voz
- Reggie Hamilton – bajo
- Everette Harp – saxófono
- Michael Landau – guitarra
- Gary Novak – batería
- Nicola Peruch – teclado
- Eros Ramazzotti – voz
- Luca Scarpa – teclado, piano
- Giorgio Secco – guitarra
- Chiara Vergati – coro

Production credits
- Sara Benmessaoud – fotografía
- Michele Canova Iorfida – producción
- Pino "Pinaxa" Pischetola – mezcla
- Eros Ramazzotti – producción
- Flora Sala – diseño de portada
- Pat Simonini – asistente, edición digital
- Max Tommasini – asistente
- Paolo Zambaldi – fotografía

- Fuente:[20]